# ラストシーン (スキマスイッチの曲)
「ラストシーン」は、スキマスイッチの16枚目のシングル。

## 解説
- 15thシングル「晴ときどき曇」から約9ヶ月ぶりのリリース。
- 初回生産限定盤・通常盤の2種類同時発売。初回盤のCDはBlu-spec CD仕様であるほか、DVDが付属されている。
- 対象店舗で購入すると「特製アナザージャケット」を先着でプレゼントされた。

## 収録曲
- （全作詞・作曲：スキマスイッチ）

1. ラストシーン
  - 東映配給映画『臨場 劇場版』イメージソング
  - もともとは5thアルバム『musium』の最後のトラックとして作られた。しかし、「さいごのひ」と製作スタイルなどが似たことから『musium』には収録されなかった。
  - 20周年記念のベストアルバム『POPMAN'S WORLD -Second-』のDisc2「TKY selection」に収録されている。大橋は、歌詞の叩き台を自分が作ったため思い入れが強いと明かしている[1]。
2. またね。 (betsu-oke ver.)
  - 『musium』収録曲「またね。」の別オケバージョン。
  - 最初にできたのはこのバージョンであるが、アルバムの雰囲気に合わないという理由から『musium』には別のバージョンが収録された。
3. フォノグラフ (Instrumental)
4. ラストシーン (backing track)

## 初回特典DVD収録内容
1. 「ラストシーン」ビデオクリップ
2. Self Cover Best Recording Diary 
  - セルフカバー・ベストレコーディングの一日に密着したメイキング映像。

## 7inchアナログ盤
- 2012年にリリースした16thシングル「ラストシーン」のアナログ盤。
- 自身が立ち上げたアナログ専門レーベル「KU-KAN RECORDS」からの第六弾リリース作品[2]。
- 完全限定盤。
- 33回転仕様。
- 「アイスクリーム シンドローム / 夕凪」「Hello Especially/ サウンドオブ」との同時リリース。
- 2020年2月～9月にリリースされた全25タイトルの「特典引換券」を集めて送ることで7インチ収納BOXがプレゼントされる。

### 収録曲
全作詞・作曲：スキマスイッチ

#### SIDE A
1. ラストシーン

#### SIDE B
1. またね。（betsu-oke ver.）

## ライブ映像作品
| 曲名         | 発売年 | 作品名                                                                                     |
| ------------ | ------ | ------------------------------------------------------------------------------------------ |
| ラストシーン | 2013年 | スキマスイッチ TOUR 2012-2013“DOUBLES ALL JAPAN”THE MOVIE                                  |
| ラストシーン | 2014年 | スキマスイッチ 10th Anniversary “Symphonic Sound of SukimaSwitch” THE MOVIE                |
| ラストシーン | 2015年 | sukimaswitch official fan club DELUXE FAN CLUB EVENT TOUR 「V.I.P. Vol.3」                 |
| ラストシーン | 2022年 | スキマスイッチ “Soundtrack” THE MOVIE                                                      |
| ラストシーン | 2023年 | DELUXE FAN CLUB EVENT TOUR V.I.P. Vol.4                                                    |
| ラストシーン | 2024年 | スキマスイッチ 20th Anniversary "POPMAN'S WORLD 2023 Premium" THE MOVIE 〜HOBO KANZENBAN〜 |
| またね。     | -      | →「 またね。#ライブ映像作品 」を参照                                                       |
| フォノグラフ | -      | -                                                                                          |

## 収録アルバム
| 曲名         | 発売年 | 作品名                                                            | 分類       |
| ------------ | ------ | ----------------------------------------------------------------- | ---------- |
| ラストシーン | 2012年 | DOUBLES BEST                                                      | ベスト     |
| ラストシーン | 2013年 | POPMAN'S WORLD〜All Time Best 2003-2013〜                         | ベスト     |
| ラストシーン | 2013年 | スキマスイッチ TOUR 2012-2013“DOUBLES ALL JAPAN”                  | ライブ     |
| ラストシーン | 2014年 | スキマスイッチ 10th Anniversary “Symphonic Sound of SukimaSwitch” | ライブ     |
| ラストシーン | 2018年 | スキマノハナタバ 〜Love Song Selection〜                          | コンセプト |
| ラストシーン | 2018年 | SUKIMASWITCH TOUR 2018 "ALGOrhythm"                               | ライブ     |
| ラストシーン | 2023年 | POPMAN'S WORLD -Second-                                           | ベスト     |
| またね。     | -      | →「 またね。#収録アルバム 」を参照                                |            |
| フォノグラフ | 2016年 | POPMAN'S ANOTHER WORLD                                            | ベスト     |